# Simulium vittatum
Simulium vittatum är en tvåvingeart som först beskrevs av Zetterstedt 1838.  Simulium vittatum ingår i släktet Simulium och familjen knott. Inga underarter finns listade i Catalogue of Life.